# Baltazár
A Baltazár babiloni (akkád) eredetű férfinév, jelentése: Baál (isten) tartsa meg a királyt! A Bibliában nem szerepel a napkeleti bölcsek („háromkirályok”) neve, így csak a 6. századtól kezdve említik a legendák.

## Rokon nevek
Boldizsár

## Gyakorisága
Az 1990-es években szórványosan fordult elő, a 2000-es években nem szerepel a 100 leggyakoribb férfinév között.

## Névnapok
- január 6.[2]
- január 11.[2]
- június 20.[2]

## Más nyelvű változatok
- angol, holland: Balthazar
- bolgár: Valtaszar (Валтасар)
- cseh, horvát, lengyel: Baltazar
- görög: Valtaszar (Βαλτασαρ)

Balthasar Neumann képe a német 50 márkás bankjegyen

- dán, észt, finn, latin, német: Balthasar
- francia: Balthasar, Balthazar
- héber: Bélsacar (בלשאצר)
- izlandi, norvég, portugál, spanyol: Baltasar
- lett: Baltazars
- litván: Baltazaras
- olasz: Baldassare
- orosz, ukrán: Baltazar, Valtaszar (Бальтазар, Валтасар)
- svéd: Baltsar
- szerb: Valtazar (Валтазар)
- szlovák: Baltazár
- szlovén: Baltazar, Boltežar

## Híres Baltazárok
- Baltazár (Bél-sar-uszur) babiloni király
- Baldassare Castiglione (1478–1529) olasz reneszánsz író
- Baltasar Gracián (1601–1658) spanyol prózaíró
- Balthasar Neumann (1687–1753) német építész
- Balthasar Simunich osztrák tábornagy
- Balthasar Moretus (1574–1641) németalföldi nyomdász